# Model dels cinc factors alternatius de la personalitat
El model dels cinc factors alternatius de la personalitat, també anomenat model dels "cinc alternatius", es basa en la idea que l'estructura dels trets de la personalitat humana s'explica millor per cinc factors amplis anomenats cerca impulsiva de la sensació (ImpSS), neuroticisme-ansietat (N-Anx), agressió-hostilitat (Agg-Host), sociabilitat (Sy) i activitat (Act). El model, l'elaborà Marvin Zuckerman i els seus col·legues com a alternativa al famós model dels cinc factors (també anomenat "model dels cinc grans") i es basa en la suposició que els trets "bàsics" de la personalitat tenen una forta base biologicoevolutiva. Una de les diferències entre aquests dos models és que el dels "cinc alternatius" manca d'equivalent a la dimensió anomenada "obertura a l'experiència" del model dels cinc factors.

## Desenvolupament del model
L'objectiu de Zuckerman i els seus col·legues en elaborar el model dels cinc alternatius fou identificar els factors "bàsics" de la personalitat. Zuckerman argumentà que els factors bàsics tenen una base biologicoevolutiva evidenciada en trets comparables en espècies no humanes, marcadors biològics, i una moderada heredabilitat. El model s'expandí administrant als participants en la recerca un gran nombre de qüestionaris preexistents de personalitat i analitzant-ne resultats per factors. Els tests se seleccionaren per l'ús en la recerca psicobiològica. Solien incloure l'inventari de personalitat de Jackson, el formulari de recerca de la personalitat, el qüestionari sobre la personalitat d'Eysenck, les escales de cerca de la sensació i molts altres, incloent-hi un mesurament de la desitjabilitat social. Marcadors de "cultura", "intel·lecte" i "obertura" se n'exclogueren perquè, segons els autors, aquests trets no es troben en espècies no humanes. Els investigadors compararen models de tres a set factors diferents. Descobriren que tant tres com cinc factors eren acceptables, però la solució dels cinc factors era preferible a causa d'una major especificitat.

### Naturalesa dels cinc factors
- Neuroticisme-ansietat: mesura l'ansietat, la por, l'emocionalitat en general, la psicastènia i la inhibició de l'agressió. Aquest factor també està associat a la indecisió obsessiva, la manca d'acte-confiança, i sensibilitat a la crítica.[2]
- Agressió-hostilitat vs. deseabilitat social: mesura l'agressió, l'hostilitat, la ràbia, la manca de control inhibitori i la baixa desitjabilitat social. Aquest factor està relacionat amb la rudesa, el comportament desconsiderat i antisocial, la venjativitat, el temperament iracund i la impaciència.[2]
- Cerca de la sensació impulsiva: registra una baixa socialització i un alt psicoticisme, impulsivitat i cerca de la sensació. Els elements d'impulsivitat causen una manca de planificació i una tendència a actuar sense pensar. Els elements de cerca de la sensació són gust per les emocions i l'excitació, la novetat i la varietat, els amics i les situacions imprevisibles.[2]
- Sociabilitat: registra l'afiliació, la participació social, l'extraversió. Els agraden les festes grosses, les interaccions amb moltes persones i senten aversió per l'aïllament.[2]
- Activitat: registra un comportament enèrgic i persistència. Aquest factor s'associa a la necessitat de mantenir-se actiu i els sentiments d'inquietud quan no hi ha res a fer.[2]

Un qüestionari de la personalitat de Zuckerman-Kuhlman, forma III, revisat (ZKPQ, per les sigles en anglès de Zuckerman-Kuhlman Personality Questionnaire) s'ha desenvolupat per avaluar aquests cinc trets. Consta de 99 elements en un format de veritable-fals. A més de l'escala que mesura els cinc factors, conté una escala de validesa de la "infreqüència". L'aprovació d'aquests elements indica una exagerada desitjabilitat social, ja que aquests elements probablement no siguin certs. L'escala de la ImpSS difereix de l'escala de la cerca de la sensació perquè omet alguns elements com activitats concretes com beure, tenir sexe, l'ús de fàrmacs o la pràctica d'esports arriscats. Aquests elements s'hi ometeren per facilitar la recerca d'aquestes activitats evitant les correlacions basades en la semblança entre els elements i les activitats. El ZKPQ ha estat traduït a l'alemany, català, xinés i japonés.

## Comparació amb altres models de la personalitat
El model dels "cinc alternatius" correspon a trets del model de tres factors d'Eysenck, i a quatre dels cinc trets del model dels cinc factors. El tret de neuroticisme-ansietat és bàsicament idèntic al de neuroticisme, mentre que el de sociabilitat és molt semblant al d'extraversió en el model d'Eysenck i el dels cinc factors. La cerca impulsiva de la sensació s'associa positivament al psicoticisme en el model d'Eysenck, i negativament a la consciència en el model dels cinc grans factors, i s'ha argumentat que la psicopatia representa una forma extrema d'aquest tret. L'agressió-hostilitat és el contrari a la cordialitat en el model dels cinc grans factors. Zuckerman i els seus col·legues notaren que el factor de l'activitat s'inclou en el factor d'extraversió en alguns models de la personalitat, però argumentà que s'hauria de considerar una dimensió independent del temperament diferent al de la sociabilitat. Un estudi més tardà que compara el model de Zuckerman amb el model dels cinc factors emprant anàlisis factorials descobrí que l'activitat, la sociabilitat i l'extraversió podrien incloure's en un sol factor, suggerint que l'activitat i l'extraversió són factors que estan estretament relacionats.

### Relació amb l'inventari de caràcter i temperament
Un estudi de Zuckerman i Cloninger explora les relacions entre el model dels cinc alternatius i l'inventari del caràcter i el temperament (TCI), un altre model psicobiològic. La cerca de la novetat està fortament relacionada amb la cerca impulsiva de la sensació i, a un grau menor, amb la sociabilitat. L'evitació de dany es troba positivament associada a la N-Anx i negativament a la sociabilitat. Zuckerman i Cloninger expressaren que l'evitació de dany és un component la dimensió que comprén la introversió neuròtica en un extrem i l'extraversió estable en l'altre. La persistència està relacionada amb l'activitat, reflecteix una preferència per al treball dur o reptador en la darrera escala. L'amabilitat o cordialitat és inversa a l'escala d'agressió-hostilitat. Les altres dimensions de l'inventari tenen associacions més modestes amb el model dels cinc alternatius. La dependència a la recompensa conté una associació positiva moderada amb la sociabilitat, i una modesta correlació negativa amb l'agressió-hostilitat i la ImpSS. L'acte-directivitat es relaciona negativament amb la N-Anx i a un menor grau amb l'Agg-Host, i té una associació positiva moderada amb l'activitat. L'acte-transcendència inclou una associació positiva moderada amb la cerca impulsiva de la sensació.

### Omissió de l'obertura a l'experiència
Zuckerman ha argumentat que l'obertura a l'experiència no és un veritable factor "bàsic" de la personalitat. Zuckerman declarà que els factors de la personalitat en el model dels cinc alternatius té una base evolutiva i es pot identificar en espècies no humanes, però no és el cas de l'obertura. A més, de les sis escales utilitzades per a definir l'obertura, només una (accions) pertany a l'esfera del comportament. Les escales de la cerca de la sensació, d'altra banda, són d'un contingut més conductista, i la cerca de la sensació no té una relació clarament definida amb el model dels cinc factors, cosa que suggereix que es relaciona amb un factor bàsic independent.
La decisió de Zuckerman i els seus col·legues d'ometre de la seua anàlisi les escales d'obertura a l'experiència fou criticada per Costa i McCrae, que proposaren el model dels cinc factors (FFM, per les sigles en anglès de Five Factor Model). Costa i McCrae van analitzar novament la informació emprada per Zuckerman i els seus col·legues, i trobaren que emergien equivalents de cadascun dels cinc factors en el FFM, incloent-hi l'obertura. Fins i tot encara que Zuckerman i els seus col·legues hagen intentat ometre totes les escales de l'obertura, Costa i McCrae argumentaren que l'"estructura cognitiva" (aversió a l'ambigüitat o incertesa en la informació) és un marcador vàlid de (baixa) obertura. L'estructura cognitiva formà part d'un factor en aquesta anàlisi juntament amb un altre tret que se sap que s'associa a l'obertura, que inclou la cerca de l'experiència de l'escala de la cerca de la sensació, i l'"autonomia" del formulari de la recerca sobre la personalitat. Un estudi que compara el model de Zuckerman amb el dels cinc grans estableix que l'obertura a l'experiència sembla una dimensió de personalitat separada d'altres trets tant en el model dels cinc factors com en el dels cinc alternatius.